# Lac Sunday
Lac Sunday är en sjö i Kanada.   Den ligger i regionen Centre-du-Québec och provinsen Québec, i den sydöstra delen av landet, 300 km öster om huvudstaden Ottawa. Lac Sunday ligger 369 meter över havet. Arean är 0,78 kvadratkilometer. Den sträcker sig 1,0 kilometer i nord-sydlig riktning, och 1,7 kilometer i öst-västlig riktning.
I omgivningarna runt Lac Sunday växer i huvudsak blandskog. Runt Lac Sunday är det mycket glesbefolkat, med 5 invånare per kvadratkilometer.